# Enthavi
Enthavi är en större småstad i kommunen Temoaya i delstaten Mexiko i Mexiko. Samhället hade 4 619 invånare vid folkräkningen 2020.